# طاء
الطاء «ط» هو الحرف السادس عشر (16) بالترتيب الهجائي والتاسع (9) بالترتيب الأبجدي من حروف الأبجدية العربية. تلفظ ‎[tˁ]‏ بصوت لثوي وقفي مهموس مبلعم. قيمته تساوي (9) في حساب الجمل. بالترتيب الصوتي القديم يأتي في الترتيب الرابع عشر (14) عند الخليل بن أحمد والحادي عشر عند ابن جني، أما بالترتيب الصوتي الحديث فهو الصوت الحادي عشر (11) عند أغلب علماء الصوتيات المعاصرين في البلاد العربية.
| طيت الفينيقي | طَيت الجعزي | طيت العبري | طاء العربي | طيث السرياني | طيث الارامي | طيت السامري |
| 𐤈            | ጠ          | ט          | ط          | ܛ            | 𐡈           | ࠒ           |

## طاء العربية

### الرسم

| الموقع من الكلمة: | معزول | بدائي | وسطي | نهائي |
| ----------------- | ----- | ----- | ---- | ----- |
| شكل الحرف:        | ط     | طـ    | ـطـ  | ـط    |

### صفات صوتية
الطاء صوت انفجاري لثوي مجهور، يلتقي في لفظه طرف اللسان عند نطقه بأصول الثنايا العليا ومقدم اللثة، ويضغط الهواء مدة من الزمن، ثم ينفصل فجأة تاركا نقطة الالتقاء فيحدث صوت انفجاري، ويرتفع مؤخر اللسان نحو الحنك الأقصى ويتأخر قليلاً نحو الجدار الخلفي للحلق. وفي بعض اللهجات ينطق مهموس أي أن الأوتار الصوتية لا تتذبذب أثناء نطقه بينما في اللهجات التي ينطق مجهور فيها وفصيحًا يتم إبدال الظاء بالضاد. ويرى بعض علماء الأصوات أنه في حال النطق بصوت الطاء يكون اللسان مقعَّرًا (أي يرتفع أقصاه وطرفه مع تقعير وسطه)، وهذا هو المقصود بالإطباق عند علماء العربية القدماء، والطاء من الحروف الشمسية التي تختفي معها لام (ال) التعريف نطقًا لا كتابة مثل: الطَّير، ويرمز لصوت الطاء العربية في الألفبائية الصوتية الدولية بـ/tˁ/.

### ط في الرياضيات
يقصد بالطاء رياضياً قيمة باي «{\displaystyle {\pi }}»، وهي النسبة بين محيط الدائرة وقطرها، وتساوي 355/113 أو 22/7 أو 3.14159 تقريبا.

### علم الجينات
يرمز حرف ط إلى الذراع الطويل للصبغي.[بحاجة لمصدر]
| الحروف العربية الأصل        | الحروف العربية الأصل | الحروف العربية الأصل | الحروف العربية الأصل | الحروف العربية الأصل | الحروف العربية الأصل | الحروف العربية الأصل | الحروف العربية الأصل | الحروف العربية الأصل | الحروف العربية الأصل | الحروف العربية الأصل | الحروف العربية الأصل | الحروف العربية الأصل | الحروف العربية الأصل | الحروف العربية الأصل | الحروف العربية الأصل | الحروف العربية الأصل | الحروف العربية الأصل | الحروف العربية الأصل | الحروف العربية الأصل | الحروف العربية الأصل | الحروف العربية الأصل | الحروف العربية الأصل | الحروف العربية الأصل | الحروف العربية الأصل | الحروف العربية الأصل | الحروف العربية الأصل | الحروف العربية الأصل |
| --------------------------- | -------------------- | -------------------- | -------------------- | -------------------- | -------------------- | -------------------- | -------------------- | -------------------- | -------------------- | -------------------- | -------------------- | -------------------- | -------------------- | -------------------- | -------------------- | -------------------- | -------------------- | -------------------- | -------------------- | -------------------- | -------------------- | -------------------- | -------------------- | -------------------- | -------------------- | -------------------- | -------------------- |
| ألف                         | باء                  | تاء                  | ثاء                  | جيم                  | حاء                  | خاء                  | دال                  | ذال                  | راء                  | زاي                  | سين                  | شين                  | صاد                  | ضاد                  | طاء                  | ظاء                  | عين                  | غين                  | فاء                  | قاف                  | كاف                  | لام                  | ميم                  | نون                  | هاء                  | واو                  | ياء                  |
| تاريخ · اشتقاق · خط · تشكيل |                      |                      |                      |                      |                      |                      |                      |                      |                      |                      |                      |                      |                      |                      |                      |                      |                      |                      |                      |                      |                      |                      |                      |                      |                      |                      |                      |